# Bratea Daskalovi, Stara Zagora
Bratea Daskalovi (în bulgară Братя Даскалови) este un sat în comuna Bratea Daskalovi, regiunea Stara Zagora,  Bulgaria. 

## Demografie
Componența etnică a satului Bratea Daskalovi
     Bulgari (95,45%)
     Romi (2,27%)
     Nicio identificare (2,27%)
     Altele (0%)
La recensământul din 2011, populația satului Bratea Daskalovi era de 704 locuitori. Din punct de vedere etnic, majoritatea locuitorilor (95,45%) erau bulgari, cu o minoritate de romi (2,27%). Pentru 2,27% din locuitori nu este cunoscută apartenența etnică.